# 214180 Mabaglioni
214180 Mabaglioni è un asteroide della fascia principale. Scoperto nel 2005, presenta un'orbita caratterizzata da un semiasse maggiore pari a 2,5704917 UA e da un'eccentricità di 0,1092058, inclinata di 11,05354° rispetto all'eclittica.